# جوش بروفان
جوش بروفان (بالإنجليزية: Josh Provan)‏ هو لاعب كرة قدم أمريكي في مركز الدفاع، ولد في 4 أغسطس 1975 في كوداهي في الولايات المتحدة. لعب مع Milwaukee Rampage ‏.